# Edward Barry (Historiker)

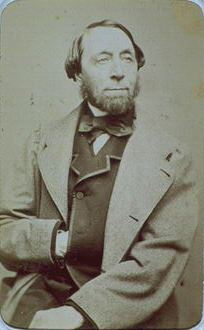
Porträt von Edward Barry

Constant Etienne Alfred Edward Barry (* 27. Mai 1809 in Avesnes im Departement du Nord; † 17. März 1879 in Toulouse) war ein französischer Historiker und Epigraphiker.

## Leben

### Familie
Edward Barry war das dritte Kind von Claude François Étienne Barry (* 1772), Bürgermeister von Luzy-Saint-Martin, und dessen Ehefrau Marie Joseph Emilie (geb. Prisse); er hatte noch zwölf Geschwister.
Er war seit dem 29. November 1842 in Nîmes verheiratet mit Jeanne Emilie Mathilde Teulon (1823–1852); gemeinsam hatten sie zwei Kinder.

### Werdegang
Edward Barry zeigte schon früh eine Neigung zur Wissenschaft und trat im Alter von 21 Jahren in die École normale in Paris ein, nachdem er als Schüler und Stipendiat das Collège Sainte-Barbe besucht hatte. Dort absolvierte er seine Ausbildung und beendete diese am 23. Juli 1832 als Dr. phil. mit einer Dissertation über die Umgestaltungen des Sagenkreises von Robin Hood.
Nach einem Jahr als Geschichts- und Geografielehrer am College in Lyon erhielt Edward Barry am 16. Oktober 1833 die Professur für Geschichte an der Philosophischen Fakultät der Universität Toulouse. Diese Position bekleidete er bis zu seinem Ruhestand im Jahr 1874. 
Er hinterließ eine wertvolle Sammlung von Altertümern, die insbesondere Elfenbeinarbeiten, alte Möbel und Gewichte umfasste. Nach seinem Tod erwarb die Stadt Toulouse eine Sammlung antiker Gewichte, die er ab 1848 gesammelt hatte. Der gesamte Bestand der Sammlung in Toulouse wird heute im Musée Saint-Raymond aufbewahrt. Ein weiterer Teil, zu dem unter anderem etruskische Figuren gehören, ist heute zusammen mit anderen Stücken seiner Sammlung Teil des Louvre in Paris.
Barrys wissenschaftliche Studien konzentrierten sich hauptsächlich auf das Gebiet der Epigraphik, vorwiegend auf die römischen Inschriften des südlichen Frankreichs. Er veröffentlichte zahlreiche  Arbeiten in den Schriften der Académie des Sciences de Toulouse und der Société archéologique du Midi de la France sowie in der Revue de Toulouse und der Revue archéologique. 
Neben seinen Arbeiten zur römischen Epigraphik beschäftigte sich Edward Barry auch intensiv mit der griechischen Geschichte und Epigraphie. 

## Schriften (Auswahl)
- Thèse de littérature sur les vicissitudes et les transformations populaires du cycle de Robin Hood. Paris, 1832 (Digitalisat).
- Programm d'études historiques et géographiques. Toulouse, 1838.
- J. Durand; Edward Barry: Manuel d'histoire universelle. 1844.
- Recherches historiques sur les Pelasges. 1846.
- Les Inscriptions du temple de Jupiter à Aezani. 1849.
- Les Eaux thermales de Lez à l'époque romaine, avec trois inscriptions inédites. 1852.
- Quelques dieux de trop dans la mythologie des Pyrénées. 1858–1864.
- Monographie du dieu Leherenn d'Ardiege. 1859.
- Manuel d'histoire grecque. Toulouse, 1859.
- Inscriptions inédites des Pyrénées. 1863 und 1865.
- Une inscription inédite, en vers, des Auscii. 1865.
- Derniers mots sur l'inscription des Auscii. 1865.
- Nemansus Arecomicorum. 1873.